# Chorizagrotis inconcinna
Chorizagrotis inconcinna är en fjärilsart som beskrevs av Harvey 1875. Chorizagrotis inconcinna ingår i släktet Chorizagrotis och familjen nattflyn. Inga underarter finns listade i Catalogue of Life.